# لهاليبو (فلم)
لهاليبو هو فيلم مصري تم إنتاجه عام 1949، تأليف حسين فوزي وبديع خيري وإخراج حسين فوزي وبطولة نعيمة عاكف وشكري سرحان وسليمان نجيب.

## قصة الفيلم
إلهام" الشهيرة بلهاليبو فتاة الأكروبات في فرقة حنفي الذي رباها ودربها على فقرات الاستعراضات الخاصة والتي برعت فيها، وهي ابنة لاعبة الأكروبات التي تزوجت من مجدي باشا رغم معارضة أبيه وطرده من البيت وقد ماتت أمها وأبوها، ظلت هي في فرقة حنفي الذي يغار عليها بشدة من ملاحقة "أمير" ابن الباشا الفتى الوسيم ولكنها تعرف أن لها جد يعيش في قصره وتعرف عنه أنه يكره النساء فتستعين باثنين من أصدقائها في الفرقة وتتنكر في زي ولد وتذهب إلى جدها ليعترف بها وتقيم معه، إلا أن حنفي لا يعجبه ابتعادها فيحاول ابتزازها وإلا فضح أمرها لمجدي باشا جدها الذي يعرف أنها ولد وليس بنت، يتفهم أمير سر تنكر إلهام ويسايرها في تنكرها بينما يضغط عليها حنفي لتعمل راقصة في صالة ويراها مجدي باشا فيقع في غرامها ويبدأ الصراع عليها بين الباشا وبين أمير حتى يكتشف الحقيقة أخيراً ويعرف أنها حفيدته وليس حفيده، ويتغير موقفه من النساء ويبارك زواجها من أمير.

## فريق العمل
إخراج: حسين فوزي
تأليف:
- حسين فوزي
- بديع خيري

إنتاج: نحاس فيلم
بطولة:
- نعيمة عاكف
- شكري سرحان
- سليمان نجيب
- حسن فايق
- حسن كامل
- عبد المنعم إسماعيل
- محمد كمال المصري (شرفنطح)
- مختار حسين
- سعاد أحمد
- كمال حسين

## روابط خارجية
- مقالات تستعمل روابط فنية بلا صلة مع ويكي بيانات